# プロセスマイニング
プロセスマイニング（英: Process mining）は、イベントログに基づくビジネスプロセスの分析をサポートする、 プロセス管理の分野における一連の技術である。 プロセスマイニングでは、情報システムによって記録されたイベントログに含まれる傾向、パターン等の詳細を識別するために、イベントログデータに特殊なデータマイニングアルゴリズムを適用する。 プロセスマイニングの目的は、プロセスの効率とプロセスの理解を向上させることである。  
プロセスマイニングは、 Automated Business Process Discovery （ABPD: 自動ビジネスプロセスディスカバリ）とも呼ばれる 。ただし、学術文献では、 自動ビジネスプロセスディスカバリという用語は、イベントログを入力として受け取り、ビジネスプロセスモデルを出力として生成する手法を具体的に指すために、より狭い意味で使用される。 プロセスマイニングという用語は、プロセスモデルを検出する手法だけでなく、ビジネスプロセスの適合性やイベントログに基づくパフォーマンス分析の手法も指すように、より広い範囲で使用されている。 

## 概要
プロセスマイニング手法は、他のアプローチではプロセスの正式な説明が得られない場合や、既存のドキュメントの品質に疑問がある場合によく使用される。 Gartnerによると、プロセスマイニングはハイパーオートメーションの一部である。たとえば、 ワークフローシステムの監査証跡、 エンタープライズリソースプランニングシステムのトランザクションログ、または病院の電子カルテへプロセスマイニング手法を適用すれば、プロセス、組織および製品を理解するためのモデルが得られる可能性がある。 イベントログ分析を使用して、イベントログを事前モデルと比較し、観測値が規範的モデルと記述的モデルのどちらに準拠するか理解することも可能である。プロセスマイニングを実施するには、イベントログデータから文書ID、処理内容、タイムスタンプの3要素が取得できる必要がある 。 
BAM（ビジネス・アクティビティ・モニタリング）、BOM（ビジネス・オペレーション・マネジメント）、BPI（ビジネス・プロセス・インテリジェンス）などの最新の技術動向から、 ビジネスプロセス管理（ワークフローシステム等）で診断機能のサポートが求められていることが窺える。 

## 分類
プロセスマイニング手法には3つの分類がある。 この分類は、 事前モデルが存在するか、どのように使用されるかに基づいている。 
- プロセスディスカバリー: 経験則に基づく事前モデルがない場合に使用する。 イベントログから新しいモデルを構築・発見する手法である。 たとえば、 アルファアルゴリズム（教訓に基づいたアプローチ）を使用する [8]  。イベントログからプロセスモデルを自動的に構築する多くの確立された手法（たとえば、ペトリネット、π計算 [9] ）が存在する [10] [11] [12] [13]。最近、プロセスマイニングの研究は、他の視点（データ、リソース、時間など）をターゲットに開始された）。 1つの例は、（Aalst、Reijers、＆Song、2005） [14]で説明されている手法であり、ソーシャルネットワークの構築に使用できる。
- 適合性評価: 経験則に基づく事前モデルがある場合に使用する。 事前モデルはプロセスイベントログと比較され、ログとモデルの間の不一致が分析される。 たとえば、100万円を超える発注書には2回の承認が必要だというプロセスモデルや、いわゆる「4つの目の原理」のチェックである。 適合性チェックを使用して偏差を検出し、モデルを強化することができる。 また、パフォーマンスデータを含むプロセスモデルの拡張を行うことができ、いくつかの事前モデルを使用して、潜在的なボトルネックを予測する。 別の例は、（Rozinat＆Aalst、2006b） [15]で説明されている決定マイナーであり、演繹的なプロセスモデルを採用し、プロセスモデルのすべての選択肢を分析する。 選択肢毎にイベントログが調べられ、選択が行われた瞬間に通常利用できる情報が確認される。 次に、古典的なデータマイニング手法を使用して、どのデータ要素が選択に影響を与えるかを調べる。 その結果、プロセスの選択ごとに決定木が生成される。
- パフォーマンスマイニング: 経験則に基づく事前モデルがある場合に使用する。 このモデルは、そのような目標は、適合性を確認することはないのでこと、時間、サイクルタイム、待ち時間、コストなどの処理などの新しいパフォーマンス情報で拡張されたのではなく、特定のプロセスに関して、既存のモデルのパフォーマンスを向上させるために、パフォーマンス測定。 例は、パフォーマンスデータを持つプロセスモデルの拡張です。つまり、パフォーマンスデータで動的に注釈が付けられたいくつかの以前のプロセスモデルです。